# Klaus Heidenreich
Klaus Heidenreich (Hannover, 3 augustus 1984) is een Duitse jazz-trombonist.
Heidenreich begon in 1995 met tromboneles. Van 2002 tot 2006 speelde hij in het Bundesjazzorchester. Hij had les bij Nils Wogram en studeerde van 2005 tot 2010 trombone aan de Hochschule für Musik in Keulen. In die tijd begon hij, in 2007, met anderen de groep Hornstrom, waarmee hij ook een album opnam. In 2008 werd hij lid van de NDR Bigband. Sinds 2009 heeft hij een eigen kwartet. Hij speelt in een groep van Oliver Leichts en toerde met de groep 'Big Jazz Thing'. Onder eigen naam verschenen in 2011 en 2013 twee albums.
Sinds 2012 geeft Heidenreich les aan het conservatorium in Hannover.

## Discografie
- Endlich Sinnfrei (Hornstrom), Konnex, 2008
- Travel Notes, Double Moon, 2011
- Man on Wire, Unit Records, 2013